# Football Manager 2014
Football Manager 2014 (abbreviato come Football Manager 14 o FM14) è un videogioco manageriale di calcio. Il 28 ottobre 2013 è uscita la demo del gioco. Il gioco è in vendita dal 31 ottobre 2013 ed è disponibile per Linux, Microsoft Windows e macOS e per gli Smartphone con sistema operativo Android, iOS e previsto per PS Vita.

## Nuove caratteristiche
Di seguito sono elencate le nuove caratteristiche del gioco:
- Motore Grafico 3D migliorato e più veloce.
- Trasferimenti e contratti più realistici, le squadre ed i giocatori si comporteranno in maniera più realistica con molte novità.
- Modifiche tattiche dove è possibile assegnare ruoli diversi ai giocatori in varie posizioni.
- Sistema delle notizie, ora gli allenatori possono gestire molte questioni riguardo alla squadra dalla loro casella di posta.
- Interfaccia utente potenziata
- Rapporti con la dirigenza più sofisticati
- Allenamenti migliorati
- Interazioni più complesse con giocatori, staff e stampa
- Inoltre ci sarà l'evoluzione della modalità Classic ora i manager possono scegliere più nazioni giocabili invece per la modalità "partita veloce" di FM comprende ora la scadenza dei trasferimenti e la pianificazione delle partite con altri elementi sbloccabili